# The best of BZN
The Best of BZN is een verzamelalbum van hits van BZN. Het werd uitgebracht in 1982 op cd. Dit is bijzonder te noemen, omdat de cd destijds nog niet bij het grote publiek bekend was. Sterker nog, Anny Schilder was de eerste zangeres ter wereld die te beluisteren viel op een cd. Omdat de cd niet veel verkocht werd, kwam dit album ook niet in de hitlijsten terecht. Dit album werd in Nederland en Duitsland uitgebracht.
Er staan in totaal 6 top 40 hits op, en 8 andere songs afkomstig van de albums Summer Fantasy, Green Valleys en Friends.
In juli 1982 is deze cd van beeld voorzien door een video die werd gemaakt. Hierbij kreeg elke song een videoclip. Bekend is die van A la campagne, waar Jan Keizer door Anny Schilder, beiden op fiets, de sloot wordt ingeduwd.

## Tracklist
1. Oh me oh my [Th. Tol/J. Tuijp/C. Tol]
2. Lady McCorey [Th. Tol/J. Tuijp/C. Tol]
3. Singing in the rain [Th. Tol/J. Tuijp/C. Tol]
4. A la campagne [Th. Tol/J. Keizer]
5. Marching on [Th. Tol/J. Tuijp/C. Tol]
6. The valley [Th. Tol/J. Tuijp/C. Tol]
7. Rockin' the trolls [Th. Tol/J. Tuijp/C. Tol]
8. May we always be together [Th. Tol/J. Tuijp/C. Tol]
9. Red balloon [Th. Tol/J. Tuijp/C. Tol]
10. The sailorman song [Th. Tol/J. Tuijp/C. Tol]
11. Chanson d'amour [Th. Tol/J. Tuijp/C. Tol]
12. We all will dance [Th. Tol/J. Tuijp/C. Tol]
13. Mr. Dan [Th. Tol/J. Tuijp/C. Tol]
14. The old Calahan "live" [Th. Tol/J. Tuijp/C. Tol]